# 智利世界遺產列表
根據聯合國教科文組織1972年制訂的《保護世界文化和自然遺產公約》，世界遺產是指對全人類有重要文化或自然價值的遺產項目。常見文化遺產包括古蹟（如建築、雕塑、題字）、建築群、遺址（如考古遺址）；自然遺產通常是具備特殊物質和生物價值的自然地貌、地質和自然地理結構（如瀕危動植物棲息地），或在科學、保育、自然美角度極具價值。智利於1980年2月20日批准公約，該國自然和文化遺蹟因此有資格列入《世界遺產名錄》。1995年12月，在德國柏林舉行的聯合國教科文組織世界遺產委員會第19屆會議上，智利首批共一項遺產入選《世界遺產名錄》，為拉帕努伊國家公園。
截至2025年，智利共有7項世界遺產入選，全屬文化遺產。其中，印加路网屬跨國遺產，與阿根廷、玻利維亞、哥伦比亚、厄瓜多尔、秘鲁共有。最新入選的是「阿里卡和帕里纳科塔地区的新克罗文化聚落及木乃伊制作」，於2021年獲批。該國亦有17項遺產入選預備名單。亨伯斯通和圣劳拉硝石采石场在2005年入選世界遺產時，因其建築物結構脆弱、長期缺乏政府監督和維護、以及受到諸如強風和地震等自然災害影響，而同時獲列入《濒危世界遗产名录》，後於2019年復原。

## 世界遺產
聯合國教科文組織根據十項標準收錄世界遺產，入選項目必須符合至少一項標準，其中第一（i）至六（vi）項為文化遺產，第七（vii）至十（x）項為自然遺產，同時符合文化和自然遺產標準的则称为複合遺產，順序按入選年份排列。
| 名稱                                               | 圖像 | 地點                                                   | 入選年份 | 教科文數據                    | 簡介 |
| -------------------------------------------------- | ---- | ------------------------------------------------------ | -------- | ----------------------------- | --- |
| 拉帕努伊國家公園                                   |      | 瓦尔帕莱索大区                                         | 1995     | 715；i、iii、v（文化）        | 拉帕努伊國家公園位於復活節島，佔地約7,000公頃，包括附近四個小島。拉帕努伊是島民對復活節島的稱呼。公元300年時，一批玻里尼西亞人在未受外界影響下，在島上醞釀出獨特的文化現象，塑造了獨特且富含想像力的紀念性雕刻和建築傳統。從10世紀到16世紀，他們先後建立無數聖壇，以及豎起許多稱為「摩艾」的巨石像，其高度從2米至20米不等。除此之外，當地也有一些岩石藝術遺址（例如刻在岩石表面的象形文字和岩畫）、洞穴考古遺址，以及一條具有儀式性質的村莊——奧隆戈村（Orongo）。 |
| 奇洛埃教堂群                                       |      | 湖大区                                                 | 2000     | 971bis；ii、iii（文化）       | 奇洛埃岛上建有多座教堂，它們是在17世紀由耶稣会修士引入，再在18世紀和19世紀大肆建造，是拉丁美洲特有的基督教木式建築。在眾多教堂之中，有16座更是歐洲耶穌會文化與當地原住民文化相互交融的傑出範例。除了建築設計，它們所使用的建材、構造系統、奇洛埃木匠的專業知識，以及包含傳統顏色和宗教圖像的內部裝飾，都具有重要意義。它們不但象徵了智利群島文化上的繁榮，也見證景觀與環境的充分結合，體現社區的精神價值。 |
| 瓦尔帕莱索港口城市歷史區                           |      | 瓦尔帕莱索大区                                         | 2003     | 959rev；iii（文化）           | 海港城市瓦尔帕莱索位於智利中部太平洋沿岸，是19世紀拉丁美洲殖民都市建築發展的非凡之作。歷史區主要位於沿海平原，有部分位於周圍陡峭的山丘上，是這座城市的起源之地。城市的地理和地形環境獨特，由海灣、狹窄的沿海平原以及多個峽谷組成，共同創造了宛如圓形露天劇場的佈局。城市山腰上滿佈該國的鄉土式城市建築，配以各式各樣的教堂尖塔，與平原上的幾何結構式建築形成鮮明對比。嚴苛的地理條件促使城市組合別具創意，強調每個建築物的特殊性，也因如此使其有別於其他拉丁美洲城市。城市還完整保存了早年工業時期的公共建設，例如山坡上大量的升降裝置。                                             |
| 亨伯斯通和圣劳拉硝石采石场                         |      | 塔拉帕卡大区                                           | 2005     | 1178ter；ii、iii、iv（文化）  | 亨伯斯通和聖勞拉硝石採石場遺址由兩百多個採礦點組成。自1880年起，成千上萬名來自智利、秘魯、玻利維亞的礦工，定居在偏遠沙漠，開採世界上最大的硝石礦，生產化肥硝酸鈉，用於改造北美洲和南美洲以及歐洲的農田，並為智利創造巨額財富。60多年間，工人們在惡劣的環境下生活和工作，期間形成了獨特的社區文化，體現在他們自己豐富的語言、創造力及團結精神上。他們爭取社會公正的先鋒精神，以及硝石工人工會開創性的社會議程，為整個社會帶來深遠的影響。在2005年至2019年間，這項遺產因其建築物結構脆弱、長期缺乏政府監督和維護、以及受到諸如強風和地震等自然災害影響，而被列入《濒危世界遗产名录》。 |
| 塞維爾銅礦城                                       |      | 奥伊金斯将军解放者大区                                 | 2006     | 1214；ii（文化）              | 塞維爾銅礦城建於20世紀早期，處於安地斯山脈海拔2,000米以上的極端氣候環境中，位於全球最大的地下銅礦「埃爾特尼恩特」之上。塞維爾由布雷登銅業公司興建，是智利首個銅公司城鎮，也是全球公司市鎮現象的一個突出例子。城鎮裡的房屋由美國設計，大多數按照美國19世紀的風格建造，但其他建築（例如工藝學校）則是現代主義靈感的產物。它是20世紀唯一一座為全年度使用且在山區建造的大規模工業採礦居住區，並為大規模採礦技術在全球傳播作出貢獻。 |
| 印加路网*                                          |      | 多處地點                                               | 2014     | 1459；ii、iii、iv、vi（文化） | 印加路網是印加帝國大規模的交通、貿易、防禦道路系統，覆蓋超過30,000公里。此道路網由安第斯印第安人在前西班牙時期逐漸建立，經過數個世紀的擴張，在15世紀達到最大規模，遍及安第斯山脈全長全寬。道路網的規模和品質堪稱非比尋常，能夠把海拔6,600多公尺的山峰與海岸連接起來，配合靈活的道路建設技術，解決途中由熱帶雨林、肥沃山谷及沙漠等地形環境所帶來的無數挑戰。這項遺產包括273個遺址，綿延超過6,000公里，旨在突出該道路網的社會、政治、建築、工程成就，其貿易、住宿、儲存等相關基礎設施，以及具宗教意義的場所。                                                                          |
| 阿里卡和帕里纳科塔地区的新克罗文化聚落及木乃伊制作 |      | 阿塔卡马大区、安托法加斯塔大区、阿里卡和帕里纳科塔大区 | 2021     | 1634；iii、v（文化）          | 這項遺產由三個區域組成：位於阿里卡市區的阿里卡山北坡、哥倫布10遺址，以及城南100公里處農村中的卡馬羅內斯河入海口。它們共同見證了約公元前5450年至前890年的海洋狩獵採集文化——新克罗文化，部落成員就定居在現今智利北端乾旱且環境惡劣的阿塔卡馬沙漠北海岸。新克羅人利用附近豐富的海洋資源，發展出簡單而高效的海洋採集技術，適應了當地的極端環境條件。此外，新克羅人會利用社會中各階層成員的遺體，來製作人工的木乃伊。這些木乃伊有著物質、雕刻和美學上的特色，反映了逝者在新克羅社會中的重要地位。這些手工藝品、木乃伊、墓地等文化遺跡，見證了新克羅文化中複雜精神思想。                   |

## 預備名單
除了已入選項目外，接受《保護世界文化和自然遺產公約》的成員國還可以把遺產項目列入預備名單，任何遺產在提名《世界遺產名錄》前都必須入選預備名單。截至2025年，智利的預備名單共有17項遺產。
| 名稱                           | 圖像 | 地點                   | 列入年份 | 編號和對應標準                   | 簡介 |
| ------------------------------ | ---- | ---------------------- | -------- | -------------------------------- | --- |
| 胡安費爾南德斯群島國家公園     |      | 瓦尔帕莱索大区         | 1994     | 84；x（自然）                    | 胡安費爾南德斯群島國家公園佔地93平方公里，涵蓋數座海島。由於這些島嶼遠離大陸，長期的隔離不僅在物種層面上，也在更高的分類層面上產生了特有性。它們有著比例的特有動植物物種，部分與熱帶美洲有關，部分與南極有關，有些更與亞洲和澳洲有關。這些因素對於研究相關目類的演化是非常重要。 |
| 百內和貝爾納多奧伊金斯國家公園 |      | 麦哲伦-智利南极大区    | 1994     | 85；x（自然）                    | 百內國家公園和貝爾納多奧伊金斯國家公園，連同阿根廷的冰川國家公園，覆蓋了巴塔哥尼亞南部冰原大片區域。這項遺產佔地37.073平方公里，除了包括安地斯山脈主要山脈南北方向長約350公里的冰原外，還包括一些外圍山脈（如百內山脈），以及峡湾和島嶼，藉以展現出冰川作用和冰緣地區生態系統演替的不同範例和階段。 |
| 阿爾蒂普拉諾教堂群             |      | 塔拉帕卡大区           | 1998     | 1187；ii、iii、v（文化）         | 在殖民時期，塔拉帕卡地區經歷了相當複雜的文化進程，形成種族和文化「熔爐」。自16世紀末，傳教士陸續抵達當地，並興建多座教堂。這些教堂外型相似，均以石頭、土坯以及當地特有的木材為材，但又因地理、生產力、社會特徵而有些許差異。它們是個相當具代表性的自發建築群體，源於民間而非專業人士之手，幾個世紀以來一直保持著其延續性。 |
| 巴克達諾大街                   |      | 塔拉帕卡大区           | 1998     | 1189；ii、v（文化）              | 伊基克是座港口城市，其發展與硝酸鈉工業息息相關。雖然它距離大城市中心很遠，但它與其他國外重要港口有著密切聯繫，也有無數外國人定居，導致本地文化和海外文化在此處激烈交流，並產生能夠適應當地氣候條件的奇特建築，而巴克達諾大街便是一個傑出範例。這些建築均選用花旗松作建材，採用簡單的框架結構，建築風格則源自「美國」風格。 |
| 聖佩德羅德阿塔卡馬             |      | 安托法加斯塔大区       | 1998     | 1191；ii、iii、v（文化）         | 早於公元前10,000年，阿塔卡馬人已經抵達阿塔卡馬地區，在當地狩獵並過著遊牧生活。漸漸地，他們開始徹底定居，並種植食物、馴化動物、採礦、製作紡織品和陶瓷。他們發展出甚具特色的阿塔卡馬文化，在7世紀時達到古典階段。在被西班牙人擊敗後，他們又將基督教信仰轉化為自己的價值觀，從而產生了延續至今的安第斯天主教。當地存有大量文物和原住民遺址。 |
| 艾基納和托孔塞                 |      | 安托法加斯塔大区       | 1998     | 1192；ii、iii、iv、v、vi（文化） | 艾基納和托孔塞是傳統安第斯定居點。艾基納建於薩拉多河河谷西北坡的乾燥溪谷之中，矗立在40至50公尺高的岩壁上。每逢在紀念其守護神的慶祝活動中，當地便會成為「神聖城鎮」，吸引定居在該地區和鄰國大部分社區的住民前來。托孔塞位於托孔塞河南坡高地，毗鄰玻利維亞邊境。它是重要考古遺址的一部分，見證了安第斯人民文化的存在和延續。 |
| 埃爾普洛莫山高空聖地           |      | 圣地亚哥首都大区       | 1998     | 1194；ii、iii、vi（文化）        | 大約500年前，印加人便把位於印加帝國最南端的埃爾普洛莫山，當作儀式場所。高空聖地源於印加人的山脈崇拜，同時它也供印加人舉行國家崇拜最重要的儀式，以紀念其太陽神——因蒂。自19世紀末，人們便知道通往山頂的登山路上存在著建築物，一些登山者和騾夫更在山上發現印加人存在的痕跡。最終在1954年，人們在山頂發現一具因冰凍而保存完好的兒童木乃伊。其身穿華服，生前曾經服用酒精飲料和毒品，印加人在舉行祭祀儀式後把其活埋。                                  |
| 拉莫内达宫                     |      | 圣地亚哥首都大区       | 1998     | 1195；ii、iii、iv、v（文化）     | 拉莫內達宮現為智利的總統府，前身為造币厂。在18世紀，當時的西班牙總督提議建造造幣廠，並委任義大利建築師華金·托埃斯卡負責。建築物採用新古典主義和多立克柱式風格，於1805年竣工。1846年，智利總統曼努埃爾·布爾內斯把它改成總統府和政府所在地。雖然歷經環境改造和大規模修復，但這座宮殿至今仍保持著建築師所留下的風格、力量、和諧。 |
| 聖方濟各堂和修道院             |      | 圣地亚哥首都大区       | 1998     | 1196；ii、iv（文化）             | 聖方濟各堂和修道院初建於16世紀中期，以安置聖母像。1583年，修道院遭地震摧毀。其後，當地人在方濟各會修士的指導下重建修道院，並17世紀初啟用。修道院經歷了多次強烈地震，教堂頂部兩度倒塌。經歷多次翻修和擴建後，現時的修道院是由建築師費爾明·比瓦塞塔於19世紀設計，其塔樓採用維多利亞建築風格，其他建築則維持殖民時期的外貌。聖方濟各堂和修道院是智利最古老的殖民時期建築，彙集了當地人、混血兒、歐洲人的工作成果和創造力。                          |
| 聖荷西卡門莊園建築群           |      | 奥伊金斯将军解放者大区 | 1998     | 1198；ii、iii、v（文化）         | 莊園建於17世紀初，這類大型鄉村莊園自給自足，漸漸成為地區人口中心，而它所應用的灌溉和種植技術，更使科爾查瓜地區繁榮發展。18世紀中葉，莊園落入埃切尼克家族手中。隨後的幾代家族成員擴大莊園面積，又建造不少新建築。整個建築群大致可分為住宅區，生活區，教堂，以及倉儲和農業用建築。它們忠實地反映智利農業以莊園為基礎的傳統生活方式，也是該國早期農村農業的典範。                                                                                   |
| 馬列科高架橋                   |      | 阿劳卡尼亚大区         | 1998     | 1199；i、iv（文化）              | 馬列科高架橋於1890年落成，橫跨馬列科河，是當時世界上最高的鐵路橋，也是智利大型金屬工程之一。1886年至1888年間，中標公司在歐洲的工廠建造鋼鐵框架，再經海路和陸路運往目的地，在現場組裝。高架橋長347.5米，承重依賴兩端桥台和四個橋墩。它是智利擴展鐵路網絡計劃下的產物，總統何塞·曼努埃尔·巴尔马塞达認為計劃對於國家經濟未來至關重要。 |
| 特木科火車站机务段             |      | 阿劳卡尼亚大区         | 1998     | 1200；iv（文化）                 | 19世紀末鐵路連接特木科後，該處便成為重要的鐵路中心。長途列車會在此地更換鐵路機車，鄰近城鎮支線的機車也會存放於此。特木科還肩負著維修站的工作，負責複雜的機車維修和保養。在1930年代，當地增建新倉庫，以解決儲存空間不足的問題。起初當地只負責維修蒸汽機車，後來擴展至柴油機車。站點在1983年後沒落，其後停止運作。1989年，這座設施入選國家歷史古蹟。2004年，該處改建為巴勃羅聶魯達國家鐵路博物館。                                                 |
| 瓦爾迪維亞防禦建築群           |      | 阿劳卡尼亚大区         | 1998     | 1202；i、iii、iv（文化）         | 16世紀末，隨著麦哲伦海峡和合恩角周圍的海上交通日漸增多，法國、英國、荷蘭船隻頻繁過境，海盜又時常侵擾智利和秘魯海岸，迫使西班牙在該地區投資建造堅固的防禦工事。相關工程於1645年展開，西班牙人在瓦爾迪維亞河河口科拉爾灣周邊建造四個要塞，一旦受到攻擊，它們便能以交叉火力聯合作戰。到了18世紀下半葉，西班牙人對要塞群實行全面修復和改善計劃，又增設大量哨站、堡壘、炮台。這種複合體在殖民時期發揮徹底有效的威懾作用。                             |
| 巴塔哥尼亞的岩畫藝術           |      | 多處地方               | 1998     | 1203；i、ii、iii（文化）         | 巴塔哥尼亞是南美洲最古老的藝術風格，其基本特徵在幾千年以來來都沒有改變。這些岩石畫分佈在多個地方，並保存完好。這種藝術原本出現於巴塔哥尼亞中部地區，後來擴散至巴塔哥尼亞東部，以及智利—阿根廷邊境線以西。這類作品最具代表性的主題是手印，即是把手放在岩石上，再在手的周圍噴上不同顏色的油漆。不過也有部分岩畫描繪原駝和鶆䴈等動物。這項遺產包含一些位於伊瓦涅斯河沿岸、麦哲伦海峡沿岸、以及卡雷拉將軍湖周圍的洞穴。                              |
| 費利和帕利艾克洞穴             |      | 麦哲伦-智利南极大区    | 1998     | 1204；iii、iv（文化）            | 大約11,000年前，首批古印第安人從北方，經陸路來到氣候條件溫和的巴塔哥尼亞南部定居。1930年代，科研人員在菲爾洞穴和帕利艾克洞穴，發現三具遭火化的人類骸骨，多種類型的工具，以及一些遭到狩獵的大型哺乳動物遺骸，包括已绝灭物種。縱使這些洞穴靠近海洋，但這些印第安人未有收穫海洋資源的習慣。地層數據顯示，他們傾向以弓箭和套索打獵。 |
| 蒙特贝尔德考古遺址             |      | 湖大区                 | 2004     | 1873；iii、iv（文化）            | 蒙特貝爾德考古遺址位於智利南部的亞南極常綠針葉林地區，經放射性碳定年法測定，該處已有14,800年歷史。考古學家在當地發現不少人類定居的痕跡，包括房屋殘骸、木製裝置殘骸、素食殘骸（如野馬鈴薯）、以及動物骨頭。出土文物顯示，當時定居於此地的人們會利用工具捕獵乳齒象和駱駝，又會採集植物食用或供藥用。他們也透過開發不同的生態區，來確保全年都能採集可供食用的植物，從而長居當地，而非過著遊居生活。                                                 |
| 洛塔礦業綜合體                 |      | 比奥比奥大区           | 2021     | 6498；ii、iv（文化）             | 19世紀中葉至20世紀中葉，智利比奧比奧大區阿勞科灣沿岸湧現了不少定居點，其目的是為了開採海底煤礦。洛塔是這項活動的核心，當時它按照公司城鎮模式興建，逐漸發展成為南美洲能源單一產業的城市中心，並處於該地區工業的前沿。洛塔是尖端工業發展的見證，使海底礦物開採由不可能成為可能；同時它促進了技術、建築、城市設計等文化和思想的交流融合，將一個農業小鎮轉變為海底大規模礦產開採的世界標竿。礦場於1997年停止運營，其多個組成部分被政府列為歷史古蹟。 |